# 산뿔박쥐
산뿔박쥐 또는 산관코과일박쥐(Nyctimene certans)는 큰박쥐과에 속하는 박쥐의 일종이다. 인도네시아 서파푸아 주와 파푸아뉴기니에서 발견된다.

## 특징
보통 크기의 박쥐로 몸통 길이가 80.6~118mm이고 전완장이 57~66.7mm, 꼬리 길이가 12~30mm이다. 발 길이는 11~24mm, 귀 길이는 9~18.5mm이고 몸무게는 최대 48g이다. 털이 아주 길고 부드럽다. 등 쪽 털은 바닥 쪽의 짙은 갈색과 털 중간의 밝은 회색빛 갈색, 털 끝의 갈색으로 3가지 색을 띠는 반면에 배 쪽은 밝은 회갈색이다. 등의 척추를 따라 가늘고 짙은 갈색 띠가 이어지지만 엉덩이 쪽은 뚜렷하지 않다. 주둥이는 짧고 뭉툭하며 넓다. 눈이 크고 눈동자는 갈색이다.

## 생태
울창한 숲 속에서 한 마리 또는 두 마리가 짝을 지어 은신한다. 관코과일박쥐속의 다른 종들 보다는 더 높이 날지만 숲 임관층 바로 아래를 비행한다. 먹이는 열매 특히 무화과나무 열매를 먹는다. 11월과 2월에 새끼를 밴 암컷이 포획된다.

## 분포 및 서식지
뉴기니섬 중부와 동부 지역의 토착종이다. 뉴브리튼섬 동부 지역에서 발견되어 산뿔박쥐로 분류되었던 표본은 실제로는 움보이관코과일박쥐이다. 해발 최대 800m 이하의 일차림과 이차림, 교외 지역, 구릉 지대, 습윤 산악 지대 숲에서 서식한다.